# Yann Sundberg
Yann Sundberg (* 12. prosince 1972 Saint-Malo) je francouzský herec, scenárista, zpěvák, kytarista, skladatel a textař.

## Biografie
Původně pracoval jako zvukař v divadle, poté působil na rockové scéně a 3 roky navštěvoval Atelier Blanche Salant (pařížská herecká škola Stanislavského metodou). Úspěch v divadle (hra Ladies Night) mu umožnil účast v jeho prvních filmech. Jako zpěvák, kytarista a autor prošel řadou rockových skupin, nyní zpívá v bluesrockové skupině Decibel Circus.

## Filmové role (výběr)
- 2008: Kurýr 3 (francouzsky Le Transporteur 3, anglicky Transporter 3) – Flag
- 2008: Flics (TV seriál) – 4 epizody – Constantine
- 2008: Bébé à bord (TV film) – Xavier
- 2007: Mystère (TV minisérie) – François de Lestrade
- 2006: Navarro (TV seriál) – 1 epizoda – Fred
- 2006: Opération Rainbow Warrior (TV film) – Alain Maffart
- 2005: Alice Neversová (TV seriál, francouzsky Le juge est une femme) – 1 epizoda – Jean Sandri
- 2005: Komisař Moulin (TV seriál) – epizoda Únos (Kidnapping) – Thierry Terrano, syn kriminálníka Williama Terrana v podání Johnnyho Hallydaye (Česká televize vysílala v červnu 2009)[2]
- 2005: 2013, la fin du pétrole (TV film, anglicky Oil No More)
- 2003–2007 Franck Keller (TV seriál) – 5 epizod – Dominique Peraldi